# 馬廷駿
馬廷駿（1646年5月22日（順治三年四月八日）—1694年7月24日（康熙三十三年六月三日）），和名與那原親方良義，琉球國第二尚氏王朝政治家、三司官。
出生在馬氏與那原殿內家族中，由於家譜的缺失，他早年的生平不詳。他的妻子伊祖翁主（眞錢金）是向自泰（勝連按司朝賢）的次女，也是尚寧王妃蘭叢的養女。
康熙二十三年（1684年），馬廷駿以年頭使的身份出使薩摩藩。七月十五日抵達薩摩藩，翌年十月二十七日回國。
他於康熙三十二年癸酉十月十八日（1693年11月15日）出任三司官，時年四十八歲。康熙三十三年甲戌六月三日（1694年7月24日）卒。壽四十九歲。